# 波普基农村居民点
波普基农村居民点（俄语：Попковское сельское поселение）是俄罗斯联邦伏尔加格勒州科托沃区所属的一个农村居民点。其下辖有3个居民点，行政中心为波普基。据2016年统计，该农村居民点的人口为1340人。